# Zlatne godine (1993.)
Zlatne godine (Zagreb - otvoren grad), hrvatski dugometražni film iz 1993. godine.
Gibonnijeve skladbe koje su glazba za ovaj film, nalaze se na albumu Noina arka.